# معركة النقطة 175
معركة النقطة 175 هي اشتباك عسكري وقع خلال حملة الصحراء الغربية كجزء من الحرب العالمية الثانية ، ووقع الاشتباك خلال الفترة من 29 نوفمبر حتي 1 ديسمبر 1941، وذلك بين القوات النيوزلندية من جانب والقوات الايطالية من جانب آخر .
والنقطة 175 هي عبارة عن ارتفاع صغير علي احدي المسارات الصحراوية شرق سيدي رزق وجنوب الزعفران، مع إطلالة جيدة على المنطقة المجاورة، وفي أوائل نوفمبر 1941 ، كانت النقطة تحت سيطرة فرقة المشاة الألمانية الخامسة (لاحقا سميت الفرقة 90)، ولكن قامت قوات الفرقة النيوزيلندية الثانية ودبابات المشاة التابعة للواء الأول من فيلق الدبابات بالاستيلاء على النقطة 175 في 23 نوفمبر، وذلك خلال معركة سيدي رزق، في بداية عملية الصليبية، ومن ثم واصلت القوات النيوزيلندية تقدمها غربًا للإتصال مع حامية طبرق وفي خلال الفترة من 29 نوفمبر حتي 1 ديسمبر 1941 دافع النيوزيلنديون عن المنطقة والمناطق المجاورة الواقعة إلى الغرب ضد محاولات قوات المحور لقطع الصلة بين النقطة 175 وحامية طبرق واستعادة السيطرة على الطرق المحلية، ولكن تمكنت الفرقة 132 المدرعة آرييت من السيطرة على النقطة 175 في أواخر يوم 29 نوفمبر.
وتم أسر 167 جندي من الكتيبة النيوزيلنديه الحادية والعشرين وتم تدمير اللواء النيوزيلندي السادس تقريبًا في القتال الذي دار حول النقطة 175 ثم تراجعت في نهاية المطاف القوات النيوزلنديه إلى الزعفران ثم عاد إلى مصر لإعادة الهيكلة .

## الخلفية

### التضاريس
تمتد الصحراء الغربية ، حوالي 240 ميل (390 كـم) ، من مرسى مطروح في مصر إلى غزالة على الساحل الليبي، تكون الصحراء في أوسع نقطة له عند الجغبوب (الجغبوب) و واحة سيوة ، وفي اللغة البريطانية، يشمل مسمي الصحراء الغربية المناطق الممتدة من الساحل، وبعمق 200–300 كيلومتر (120–190 ميل) الي الداخل، حيث يسيطر عليها سهل مسطح من الصخور، مع ارتفاع لنحو 500 قدم (150 م) فوق مستوى سطح البحر، يمتد هذا السهل حتي بحر الرمال حيث تنتشر علي امتداده العقارب والأفاعي والذباب  يتتبع البدو القاطنين بالمنطقة الآبار والأرض الأسهل التي يمكن عبورها، وكان التنقل يتم عن طريق الشمس والنجوم والبوصلة، وخلال في فصلي الربيع والصيف، تكون الأيام حارة والليالي باردة جدًا.  كما تهب علي المنطقة، رياح صحراوية حارة، والتي تكون محملة بالرمال الناعمة، مما يقلل من الرؤية إلى بضعة ياردات ويغطي الأعين، والرئتين، وآلات، والمواد والمعدات، كما تحتاج السيارات والطائرات إلى مرشحات زيتية خاصة، والأرض الجرداء تعني أنه يجب نقل المياه والغذاء وكذلك المخازن العسكرية من الخارج. 
 

### خطة الجيش الثامن
خطط الجيش الثامن البريطاني للاشتباك مع الدبابات التابعة لفيلق أفريقيا وتدميرها بواسطة دبابات الفيلق الخامس عشر (بقيادة الجنرال ويلوغبي نوري) وبدعم من الفرقة المدرعة السابعة (بقيادة اللواء ويليام جوت ) ، وأثناء ذلك تقوم الفرقة الأولى من جنوب إفريقيا (بقيادة الميجور جورج برينك ) بتغطية الجناح الأيسر، وعلي الجهة اليمنى، ستتقدم الفرقة الثالثة عشرة ، بدعم من اللواء المدرع الرابع (العميد ألكساندر جيتهاوس ) ، وذلك باتجاة غرب سيدي عمر مع الفرقة النيوزيلندية الثانية، كانت المنطقة الساحلية الواقعة عند السلوم ومادالينا وبير الجوبي وطبرق هي الأكبر ولها سطح صلب ومسطح ومفتوح، يسهل على المركبات الصحراوية العبور خلالها، إلا بعد هطول الأمطار، كما تموج الأرض بعدة تلال من الشرق إلى الغرب، وعادة ما تكون الجوانب المواجهة للشمال عبارة عن منحدرات لا يمكن عبورها إلا عن طريق المركبات وفي أماكن قليلة منها إلى الشمال تقع طريق بالبو على طول الساحل ثم مزيج من الوديان إلى شاطئ البحر، حيث يقع أحد التلال شمال طريق طبرق، الذي يمتد على جانبي الجرف الجنوبي والذي تم بناؤه خلال حصار طبرق ، وكانت منطقة سيدي رزق بمثابة عنق الزجاجة في محور التنقل مما أعطاها أهمية تكتيكية كبيرة للجانبين، كانت النقطة 175 عبارة عن ارتفاع على الجرف شرق سيدي رزق مباشرةً، مع طريق محصن، كان النيوزيلنديون يشغلون موقعًا يهدد الجزء الخلفي من نقاط المحور الدفاعية القوية .  

## المعركة

### 29 نوفمبر
في صباح يوم 29 نوفمبر، انطلقت فرقة بانزر الخامسة عشرة غربًا متجهة جنوب سيدي رزق مع مجموعة من بقايا فرقة بانزر 21 والتي كان من المفترض أن تتقدم إلى اليمين ولكنها كان في حالة من الفوضى بعد العودة من الاستطلاع الصباحي وتم إيقافها عند النقطة 175 إلى الشرق من سيدي رزق، على يد الكتيبة النيوزيلندية الحادية والعشرين. ولكن مع الساعة الخامسة تم تجاوز الكتيبة 21 من قبل عناصر من الفرقة المدرعة 132  تم شن عدة هجمات من اللواءين الرابع والثاني والعشرين، مما زاد من الفوضى جنوب النقطة 175 ، استمرت قوات المحور بالاستمرار في التحرك شمالًا إلى الجرف ومن ثم تحولت فرقة اريت غربًا إلى سرعة 6 ميل في الساعة (9.7 كم/س) نحو النقطة 175. اجتاحت الدبابات الإيطالية القوة النيوزلنديه، والذين اسروا حوالي 200 جندي من الكتيبة الحادية والعشرين.   

### 30 نوفمبر
بعد التوقف في إد دودا، سحب روميل شعبة بانزر 15 إلى بير بو كريميسا، 5 ميل (8.0 كـم) من الجنوب، لشن هجوم باتجاة الشمال الشرقي في 30 نوفمبر، بين سيدي رزق وبلحميد، وفي منتصف فترة ما بعد الظهر، تعرض اللواء النيوزيلندي السادس، الذي تقلصت كتائبه الأربع وخسرت نحو200 رجل في هجوم الطرف الغربي من موقع سيدي رزق وتم التغلب على الكتيبة الرابعة والعشرين النيوزلنديه وكذلك فصيلان من الكتيبة السادسة والعشرين وفقدان 600 شخص وعدة أسلحة وعلى الجانب الشرقي، صدت الكتيبة الخامسة والعشرون هجومًا من فرقة أرييت علي النقطة 175 وطلب القائد النيوزلندي إذنًا بسحب فلول اللواء إلى محيط طبرق لكن تم رفض طلبه لأن اللواء الأول من جنوب إفريقيا كان من المقرر أن يستعيد النقطة 175في هجوم ليلي من الشرق، والذي يدعمه اللواء 4 المدرعة .  

### 1 ديسمبر
في صباح الأول من ديسمبر / كانون الأول، هاجمت فرقة بانزر الخامسة عشرة مرة أخرى بلحميد، بدعم من قصف مدفعي مكثف، لطرد النيوزيلنديين من محيط طبرق مما أُجبر اللواء النيوزيلندي الرابع على العودة في نهاية المطاف، وتم تجاوز الكتيبة العشرين  

## الملاحظات
1. ↑  There was also a deception plan to persuade the Axis that the main Allied attack would not be ready until early December and would be a sweeping outflanking move through الجغبوب (Jaghbub), an oasis on the edge of the بحر الرمال الأعظم, more than 150 ميل (240 كـم) to the south of the real point of attack.[7]
2. ↑  The official history of the 21st Battalion omits the nationality of the attacking party, while the history of the 26th Battalion claims that the Italians thought that Point 175 was in German hands and were as surprised as the New Zealanders.[9][10]

## الحواشي
1. 1 2  Histropedia، QID:Q23038974
2. 1 2  Playfair et al. 1954.
3. ↑  Lewin 1998.
4. 1 2 3 4  Playfair 1960.
5. 1 2 3 4  Murphy 1961.
6. ↑  Pitt 1980.
7. ↑  Pitt 1980، صفحات 29–39.
8. ↑  Walker 2006.
9. ↑  Cody 1953، صفحات 137–138.
10. ↑  Norton 1952، صفحة 124.

## لقراءة متعمقة
- Murphy، W. E. (2015) [1954]. "Point 175: The Battle of Sunday of the Dead". Episodes and Studies. The Official History of New Zealand in the Second World War 1939–1945 (ط. online). Wellington, NZ: War History Branch, Department of Internal Affairs. ج. II. OCLC:480344020. مؤرشف من الأصل في 2022-11-04. اطلع عليه بتاريخ 2015-07-12.

- Montanari، Mario (1993). Le Operazioni in Africa Settentrionale: Tobruk (Marzo 1941 – Gennaio 1942) Parte Seconda [Operations in North Africa: Tobruk (March 1941 – January 1942) Second Part] (ط. 2nd [online scan]). Roma: Esercito Italiano Ufficio Storico. ج. II. OCLC:885609741. مؤرشف من الأصل في 2023-02-27. اطلع عليه بتاريخ 2019-11-30 – عبر issuu.

## الروابط خارجية
- مشروع صليبي، إعداد الرقم القياسي - الهجوم الليلي الأول بواسطة الدبابات
- مشروع صليبي، قسم نيوزيلندا في الزعفران، 1 ديسمبر 1941